# Luisa Meyer auf der Heide
Luisa Meyer auf der Heide (* 31. Januar 2002) ist eine deutsche Tennisspielerin.

## Karriere
Meyer auf der Heide spielt vor allem auf Turnieren des ITF Women’s World Tennis Tour, bei denen sie bislang vier Titel im Einzel und acht im Doppel gewonnen hat.
Nachdem sie jahrelang die Mädchen-Ranglisten aller Altersklassen angeführt hatte, erhielt sie 2016 zusammen mit ihrer Partnerin Alexandra Vecic eine Wildcard für das Hauptfeld der Knoll Open, wo die Paarung aber glatt mit 1:6 und 2:6 an den an Nummer zwei gesetzten Cristina Dinu und Diana Enache scheiterten. 2017 wurde sie von Barbara Rittner ins Porsche-Junior-Team berufen. 2019 legte sie das Abitur am Steinhagener Gymnasium ab.
Ende 2021 erreichte sie über die Qualifikation die Hauptrunde des mit 60.000 US-Dollar dotierten Aberto da República, wo sie in der ersten Runde Nathaly Kurata bezwang, in der zweiten Runde aber dann an Elina Awanessjan knapp in drei Sätzen scheiterte.
Meyer auf der Heide spielte jahrelang für ihren Heimatverein TC Blau-Weiss Halle, wechselte dann aber 2021 zum Zweitligisten SCC Berlin.

## Turniersiege

### Einzel
| Nr. | Datum              | Turnier            | Kategorie | Belag | Finalgegnerin        | Ergebnis  |
| --- | ------------------ | ------------------ | --------- | ----- | -------------------- | --------- |
| 1.  | 19. September 2021 | Melilla            | ITF W15   | Sand  | Noelia Bouzo Zanotti | 6:3, 7:5  |
| 2.  | 27. November 2022  | Mar del Plata      | ITF W15   | Sand  | Berta Bonardi        | 7:67, 6:2 |
| 3.  | 4. Dezember 2022   | Buenos Aires       | ITF W15   | Sand  | Lourdes Ayala        | 6:3, 7:5  |
| 4.  | 21. April 2024     | Kuršumlijska Banja | ITF W15   | Sand  | Anja Stanković       | 6:0, 6:2  |

### Doppel
| Nr. | Datum             | Turnier          | Kategorie | Belag     | Partnerin           | Finalgegnerinnen                    | Ergebnis         |
| --- | ----------------- | ---------------- | --------- | --------- | ------------------- | ----------------------------------- | ---------------- |
| 1.  | 16. Oktober 2021  | Piracicaba       | ITF W15   | Sand      | Sabastiani Leon     | Fernanda Astete Victoria Bosio      | 6:2, 3:0 Aufgabe |
| 2.  | 21. Mai 2022      | Oran             | ITF W15   | Sand      | Lexie Stevens       | Elena Jamshidi Divine Dasam Nweke   | 6:0, 6:1         |
| 3.  | 6. Mai 2023       | Alaminos Larnaca | ITF W25   | Sand      | Miriana Tona        | Raluca Șerban Maria Siopacha        | 7:5, 6:4         |
| 4.  | 22. Juli 2023     | Pärnu            | ITF W25   | Sand      | Nicole Fossa Huergo | Lucija Ćirić Bagarić Jenny Dürst    | 7:5, 7:5         |
| 5.  | 12. Oktober 2024  | Monastir         | ITF W15   | Hartplatz | Anja Wildgruber     | Arabella Koller Dominika Podhajecka | 6:4, 6:3         |
| 6.  | 2. November 2024  | Monastir         | ITF W15   | Hartplatz | Julija Stamatowa    | Valerija Kargina Luise Reisel       | 6:4, 7:65        |
| 7.  | 14. Dezember 2024 | Stellenbosch     | ITF W15   | Hartplatz | Vivien Sandberg     | Astrid Cirotte Lucie Pawlak         | 6:4, 6:3         |
| 8.  | 8. März 2025      | Monastir         | ITF W15   | Hartplatz | Andrė Lukošiūtė     | Eryn Cayetano Salma Ewing           | 7:5, 6:2         |